# Souffles (maison d'édition)
Pour les articles homonymes, voir Souffles.

Souffles est une maison d'édition qui fut fondée en tant que société anonyme à Montrouge, en 1987. N'étant pas rentable, Souffles déposa son bilan en 1990, elle comptait alors 70 titres au catalogue, répartis sur plusieurs collections, notamment Nouvelles en tête, Domaine D'Anubien et Domaine Persan. À l'époque cette maison éditait de beaux livres, des récits de voyage et des recueils de nouvelles. Selon le succès de chaque ouvrage, le tirage variait de 1500 à 15 000 exemplaires. Les titres sont toujours référencés sur l'outil de recherche Électre.
À présent Souffles est représenté par Fabert pour la diffusion sur le marché et par Pollen pour la distribution.
Le propriétaire du fonds de la micro maison d'édition Souffles a fait le choix de relancer la marque sous le même nom avec 3 pôles, à savoir le poétique, le mythe et les légendes. La tactique adoptée pour redémarrer : deux collections, quelques titres sont réédités dans la collection Domaine Persan et une nouvelle collection Arbres de chair a vu le jour. Cette collection compte les 5 titres écrit par Grey Owl, pseudonyme de  Archibald Belaney, auteur tombé récemment dans le domaine public.